# 若阿金纳布科
若阿金纳布科是巴西伯南布哥州的一个市镇。总面积115.62平方公里，总人口15953人，人口密度138人/平方公里。